# Перекусихина, Марья Саввишна
Марья Саввишна Перекусихина (1739—1824) — камер-юнгфрау (камер-юнгфера) императрицы Екатерины II, её доверенная близкая подруга и личная прислуга.
Госпожа Перекусихина, Марья Саввишна, была наипервая фаворитка и любимица императрицына; она удостоивала её своею дружбой и доверенностью во всем; и госпожа сия производила многие дела, и самые лучшие вельможи добивались её дружбы и приятства.Андрей Болотов

## Биография
Происходила из небогатого дворянского рода Рязанской губернии. Сведений о том, как она оказалась при дворе, не сохранилось, однако уже в 1760-х годах императрица крестит её племянницу. Её брат Василий Саввич Перекусихин (1724—1788) получил хорошее образование и умер сенатором, поэтому предполагают, что Марья Саввишна тоже получила образование. Она довольствовалась своим неофициальным положением при дворе, но много хлопотала о семье брата: так, её племянница Екатерина была выдана замуж за Ардалиона Александровича Торсукова (1754-1810), который дослужился до обер-гофмейстера двора.
Перекусихина попала ко двору императрицы и скоро приобрела её привязанность и столь высокое значение при дворе, что «все фавориты второй половины прошлого века находились в нравственной зависимости Перекусихиной». Во всех покоях занимала комнаты рядом с императрицей — «в этих комнатах сидели и „высиживали“ и Храповицкий, которого Екатерина хвалила „за то, что бывал у М. С.“, и А. Я. Протасов, искавший позволения жениться, и Державин Г.Р., в ожидании гнева Фелицы, и княгиня Дашкова Е.Р.: положение Перекусихиной делало её нужным человеком для всех». «Выдающееся положение её при особе государыни делало её известным и нужным человеком почти для всего влиятельного сословного и чиновного Петербурга того времени. Многие фавориты добивались многого через Марию Саввишну». Знаменательно то, что Перекусихина  оставила по себе добрую память в вечно интригующей придворной среде. Она, "будучи достойно уважена всеми, пользуясь неограниченною доверенностию Екатерины и не употребляя оной никогда во зло..." 
«Женщина без всякого образования, не знавшая ни одного иностранного языка, занимая скромное официальное положение при дворе, Перекусихина своей искренней привязанностью и расположением к Императрице Екатерине II, в которой она видела не только царицу, но и человека со всеми его достоинствами и слабостями, сумела снискать себе со стороны её „особую доверенность“. Императрица постоянно оказывала Перекусихиной особливое, часто трогательное внимание».

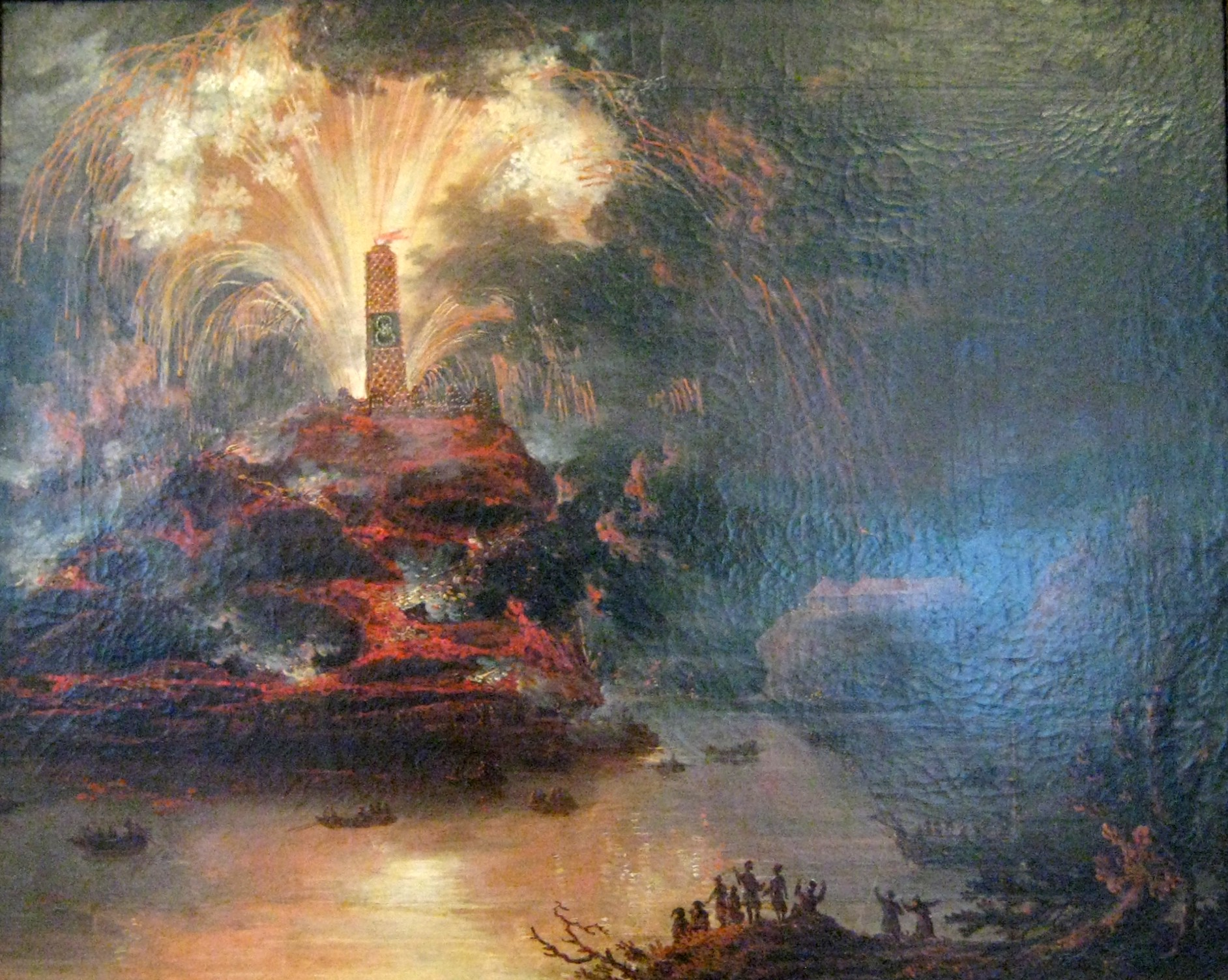
Фейерверки в честь Екатерины во время её путешествия в Крым. Картина неизвестного художника, конец XVIII века

Перекусихина была доверенной собеседницей и другом императрицы, и в этом качестве находилась при ней неотлучно — единственная могла являться по первому звонку императрицы, помогала ей одеваться, присутствовала в качестве главной распорядительницы при окончании туалета государыни, сопровождала её во всех путешествиях, а иногда и на парадных выездах. Один из бывших в свите во время путешествия императрицы в Крым вспоминал: «В 1787 г. на одном ночлеге, во время путешествия в Тавриду, Марью Саввишну Перекусихину поместили в комнату, наполненную чемоданами и дорожными припасами. Государыня, войдя к ней, с сожалением сказала: „Неужели ты позабыта!“ Сколько та ни старалась её успокоить, но Екатерина, потребовав князя Потемкина, сделала ему выговор: „заботясь обо мне, не забывайте моих ближних, особливо Марью Саввишну; она мой друг; чтоб ей также было покойно, как и мне“. Потемкин крайне был встревожен сею оплошностью».
«Хорошо знавшая людей, Екатерина высоко ценила сердечную, бесхитростную преданность этой простой и малообразованной, но умной и покладистой русской женщины. В привязанности этой одинокой пожилой девицы чуткая Императрица подметила даже оттенок особой сентиментальной влюблённости, в шутку называла себя ея женихом, и в день свадьбы ея племянницы подарила Марие Саввишне дорогое кольцо со своим портретом в мужском костюме, сказав при этом: „Вот и тебе жених, которому, я уверена, ты никогда не изменишь“. Во всех своих отношениях к ней Екатерина всегда проявляла самое трогательное внимание, ухаживала за ней во время болезни, утешала в смерти брата. 2 декабря 1788 года Храповицкий отмечает: „Говорили о горести М. С., лишившейся брата вчера в ночь. Она все крепилась, а теперь в отчаянии. Приказано нужное для похорон взять от камерцалмейстера. Ходили к ней. Плакали“».
Перекусихина оставила потомкам трогательные воспоминания о чёрточках характера императрицы:

Екатерина зимою сделалась нездорова и лейб-медик Рожерсон предложил лекарство. Она воспротивилась сказавши: «Лекарство помешает моим занятиям, довольно и того, что посмотрю на тебя». Рожерсон, зная ея упорство, предложил прокатиться в санях. Государыня согласилась, почувствовала облегчение и провела покойную ночь, но на другой день к вечеру головная боль снова возобновилась. Марья Саввишна Перекусихина предложила санную прогулку. «Хорошо один раз, отвечала Екатерина; скажут: какая дура, по ночам катается, и подумают когда ей заниматься делами»
 (Из рассказов Перекусихиной).

Она и Е. А. Чертков называются свидетелями, которые присутствовали на возможно состоявшемся венчании Екатерины и Потемкина, где кроме них еще был лишь его племянник Александр Николаевич Самойлов. Вместе с камердинером Зотовым была в числе тех, кто присутствовал при последних минутах Екатерины. Фёдор Ростопчин пишет: «Твердость духа сей почтенной женщины привлекала многократно внимание всех бывших в спальне; занятая единственно Императрицей, она служила ей так, как будто ежеминиутно ожидала ея пробуждения, сама поминутно приносила платки, коими лекаря обтирали текущую изо рта материю, поправляла ей то руки, то голову, то ноги…».

По утру 7-го ноября 1796 г. [накануне смерти], проснувшись, позвонила [императрица] она по обыкновению в 7 часов; вошла Марья Савишна Перекусихина. Императрица утверждала, что давно не проводила так покойно ночь, встала совершенно здоровою и в веселом расположении духа.

— «Ныне я умру», сказала императрица. 

Перекусихина старалась мысль эту изгнать: но Екатерина, указав на часы, прибавила:

— Смотри! в первый раз они остановились.

— И, матушка, пошли за часовщиком и часы опять пойдут.

— «Ты увидишь», сказала государыня, и, вручив ей 20 тысяч рубл. асс., прибавила: «это тебе».

После смерти Екатерины II указом Павла I было велено «уволить от двора девицу Марию Перекусихину и производить ей по службе пенсию из Кабинета по тысячи двести рублей в год». Ей был пожалован дом № 243 на Английской набережной (бывший банкира Сутерланда) именным указом от 17.12.1796. Затем он пожаловал ей в Рязанской губернии  4517 десятин земли.
Она мирно доживала свой век, окруженная портретами Екатерины и её мебелью. Свербеев пишет о ней в своих воспоминаниях (1818):

Как теперь гляжу я на эту милую старушку, скромную, но всегда опрятно одетую, низенькую ростом, худенькую, в белом, как снег, накрахмаленном чепчике, из-под которого виднелись слегка напудренные волосы, сидящую за своим столом с книжкой или за гран-пасьянсом.

Скончалась в возрасте 85 лет, вдали от двора и светского общества, в полной безызвестности. Похоронена на Лазаревском кладбище Александро-Невской лавры. Надгробие сохранилось.

## В искусстве

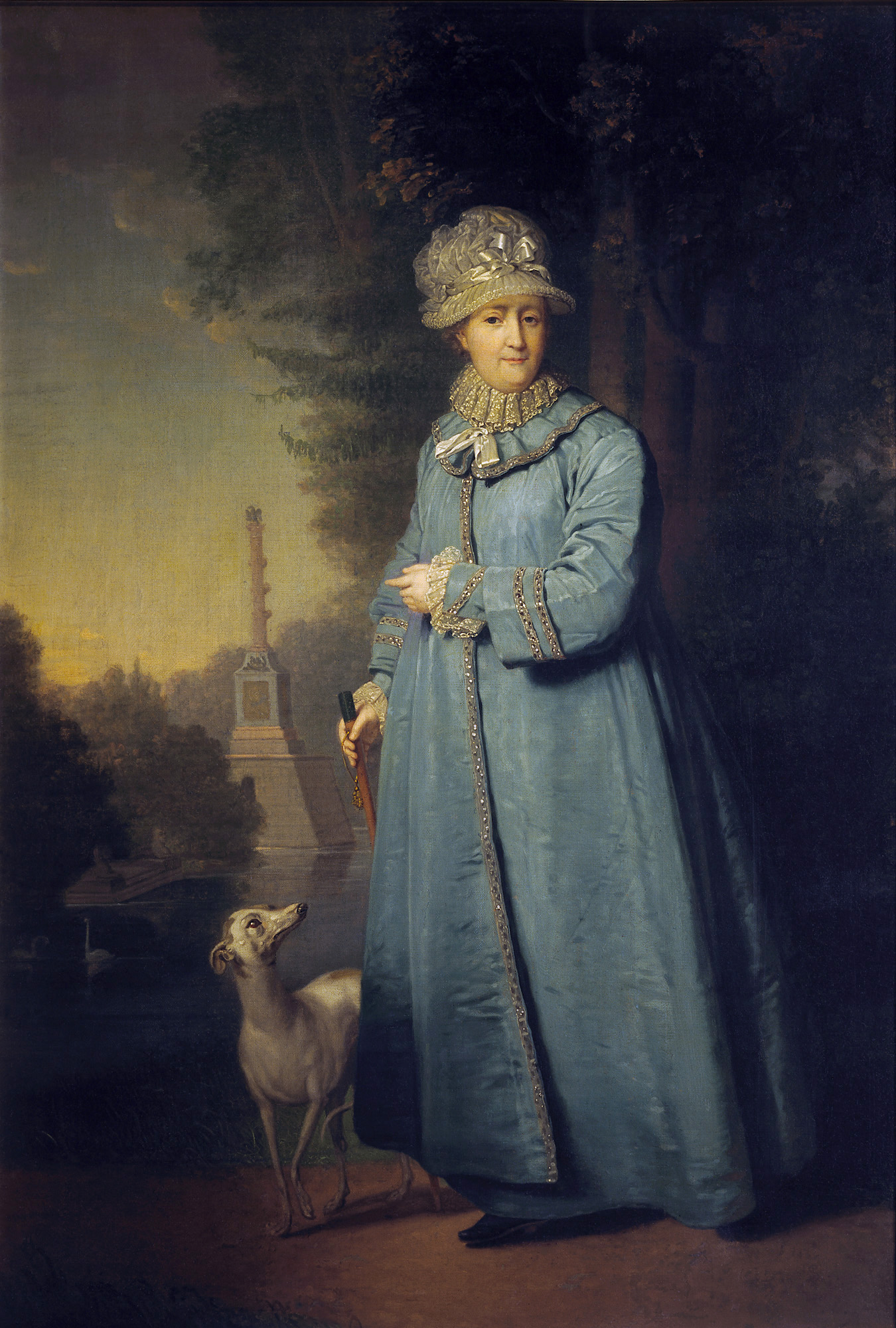
«Екатерина II на прогулке в Царскосельском парке»

Не оставила мемуаров. Со слов Перекусихиной по большей части написана книга П. И. Сумарокова «Досуги Крымского судьи» (Санкт-Петербург, 1819). Отрывок из неё, под заглавием «Черты Екатерины Великой», помещен в «Русском Архиве» (1870 год).

Однажды Екатерина сидела в царскосельском саду на скамейке вместе с любимой камер-юнгферой своей М.С.Перекусихиной. Проходивший мимо петербургский франт, не узнав императрицу, взглянул на неё довольно нахально, не снял шляпы и, насвистывая, продолжал прогулку.

— Знаешь ли, — сказала государыня — как мне досадно на этого шалуна? Я в состоянии остановить его и намылить ему голову.

— Ведь он не узнал вас, матушка, — возразила Перекусихина.

— Да я не об этом говорю: конечно, не узнал; но мы с тобой одеты порядочно, еще и с галунчиком, щеголевато, так он обязан был иметь к нам, как к дамам, уважение. Впрочем, — прибавила Екатерина, рассмеявшись, — надо сказать правду, устарели мы с тобою, Марья Савишна, а когда бы были помоложе, поклонился бы он и нам.
 (Из книги «Черты Екатерины Великой»).

Принимала участие в создании знаменитого портрета императрицы работы Боровиковского — «Екатерина II на прогулке в Царскосельском парке»: Боровиковский не имел возможности писать портрет с натуры, и поэтому при работе над фигурой ему позировала Перекусихина, которая надевала её платье.